# Bernardo Kliksberg
Bernardo Kliksberg (Buenos Aires, 1 de marzo de 1940) es Licenciado en Administración, Contador Público, Licenciado en Sociología, Doctor en Administración, Doctor en Ciencias Económicas, profesor, catedrático, consultor y asesor argentino, sobre temas organizacionales y administrativos, sociales y económicos. Un pensador reconocido sobre temas económicos, sociales y organizacionales, es autor de 65 libros difundidos a nivel global. Ha sido nombrado doctor honoris causa por más de cuarenta universidades «¿Quién es Bernardo Kliksberg?». de América, Europa y Asia. Desde los años setenta es considerado el "padre" de la Responsabilidad Social Corporativa.

## Biografía
Nacido en la Argentina, vive actualmente en Nueva York. Bernardo Kliksberg está casado con Ana Kaul desde 1973, es padre de tres hijos y abuelo de seis nietos.
Sus obras, trabajos, asesorías e investigaciones, aplican un enfoque multidisciplinario que integran los aportes de diversas Ciencias Sociales. Cuenta con 4 doctorados Honoris Causa y 6 designaciones como profesor honorario. 
- “A través de sus contribuciones ha influenciado de forma positiva en las vidas de millones de personas desfavorecidas en América Latina en particular y en el mundo en general. Sus libros son muy leídos, y sus puntos de vista han ganado gran aceptación. Su autoridad ha sido extremadamente productiva en el avance de la ética para el desarrollo”.[2]
- "Su trayectoria es bien conocida y valorada en Argentina. Su labor incansable en favor de la promoción de los valores éticos como sustento de las políticas económicas y sociales, encuentra grandes consonancias con la Doctrina Social de la Iglesia. Su solidez académica y profesional, reconocida a nivel global, lo ha avalado para la recepción de tan alto premio".[3]
- "Kliksberg ha trabajado incansablemente y cuenta con 65 libros y 52 investiduras como Doctor Honoris en Universidades de todo el mundo. Además, es asesor en una variedad de países y organismos multilaterales. Se le conoce como el padre de la responsabilidad social corporativa, el gurú de la ética para el desarrollo y como  una autoridad internacional en pobreza".[4]
- “El prestigioso investigador argentino Bernardo Kliksberg es muy reconocido en la región. Sus intervenciones son noticias importantes”.[5]
- “Científico llama al empresario a enfrentar las desigualdades”.[6]
- “Prestigioso pensador contemporáneo. Bernardo Kliksberg reconocido como fundador de una nueva disciplina conocida como la Gerencia Social y pionero de la Ética para el Desarrollo, el Capital Social y la Responsabilidad Social Empresarial recibirá la más alta distinción de la Universidad Nacional de Asunción”.[7]
- "Referente mundial en temas de pobreza".[8]
- "El presidente tendrá la ayuda de Gurú en Responsabilidad Social".[9]
- "Gurú mundial de la Responsabilidad Social Empresarial".[10]
- "Gurú en temas de pobreza",[11] "Defensor incansable de la ética y la reducción de las desigualdades económicas y sociales".[12]
- "Fundador de una nueva disciplina, La Gerencia Social. Nadie sabe más que el sobre Responsabilidad Social Corporativa".[13]

Con 5 títulos universitarios, Kliksberg es autor de 65 libros y centenares de trabajos.
Entre sus obras recientes, se encuentran:
- Primero la gente (26 ediciones), escrita con el premio Nobel de Economía Amartya Sen (traducido al inglés, chino y portugués).[14]
- Ética para empresarios (2013, cuatro ediciones, traducido al inglés, francés y al mandarín)
- El gran desafío. Romper la trampa de la desigualdad desde la infancia. Ediciones Biblos. Argentina, 2015.
- Cómo enfrentar la pobreza y la desigualdad (2013, 35.000 ejemplares impresos). Traducido al portugués con prólogo del expresidente de Brasil, Ignacio Lula Da Silva.
- Escándalos éticos, declarado de interés cultural por la Legislatura de la Ciudad de Buenos Aires (junio 2011)
- Más ética, más desarrollo (19 ediciones).

Diversos de sus trabajos han sido traducidos al inglés, francés, ruso, chino, árabe, hebreo y portugués.
Especialmente invitado, ha expuesto sus ideas en algunos de los principales centros de pensamiento mundiales, entre ellos: La Sorbonne, Universidad de Columbia, Universidad de New York,  South California University, Harvard, Washington University, Oslo University, Georgetown University, Universidad de Jerusalem, Birmingham University. Ha sido invitado por el Gobierno de China para disertar en Pekín (diciembre, 2012). Una de sus obras ha sido publicada en China en mandarín. Dictó la Braibant Conference de honor del Congreso Internacional de Ciencias Administrativas (México, junio, 2012).
Ha sido asesor de más de 32 países y de organismos internacionales tales como:
- ONU
- Programa de Naciones Unidas para el Desarrollo (PNUD)
- Organización Mundial de la Salud
- UNESCO
- UNICEF
- Organización Internacional del Trabajo
- Organización de Estados Americanos
- Organización Panamericana de la Salud
- FAO
- OISS
- Voluntarios de las Naciones Unidas
- Organización de Estados Iberoamericanos para la Educación, la Ciencia y la Cultura (OEI)

Designado en septiembre de 2013 por el Comité de Seguridad Alimentaria Mundial como integrante del Comité Directivo del Alto Panel de Expertos en Seguridad Alimentaria, conformado por "15 expertos prominentes" designados por su trayectoria personal.
Ha sido distinguido con varias decenas de doctorados honoris causa, por universidades de múltiples países. Algunas de ellas son:
- Universidad Alcalá de Henares (España, noviembre 2017)[15]
- Universidad Maimónides (Buenos Aires) (2015)
- Universidad Nacional de Asunción (2015)
- Universidad Católica de Córdoba (2014)
- Universidad Hebrea de Jerusalén (Jerusalén), (junio, 2012)
- Universidad Rey Juan Carlos (España)
- Universidad Nacional Mayor de San Marcos (Perú)
- Universidad de Buenos Aires (Argentina)
- Universidad Autónoma de Nuevo León (México)
- Universidad Católica de Salta (Argentina)
- Universidad de Costa Rica (Costa Rica)
- Universidad Nacional de Jujuy (Jujuy, Argentina) (2013)
- Universidad Inca Garcilaso de la Vega (Perú)[16]

Entre otras distinciones, Caritas, AMIA y organizaciones de la sociedad civil argentina, le dieron el Premio a la Solidaridad y la Lucha por la Responsabilidad Social (2013); el rey Juan Carlos I de España lo condecoró con la Orden al Mérito; el Senado de Argentina le dio su más alto honor al Premio Faustino Sarmiento (noviembre de 2012); Guatemala le otorgó la Medalla Presidencial; la Ciudad de Buenos Aires lo nombró Ciudadano Ilustre; la Universidad de Buenos Aires lo homenajeó nombrándolo "Gran Maestro" (agosto de 2011), y obtuvo el Premio a la trayectoria eminente en educación en Responsabilidad Social Empresarial (RSE).
Entre otras responsabilidades, actualmente es:
- Asesor Estratégico de la Oficina Sur de la ONU.
- Asesor Honorario de la UNICEF.

“El canal educativo Encuentro de la Argentina, produjo en 2012 una serie de 25 capítulos sobre su pensamiento. Titulada El informe Kliksberg, escándalos éticos,  se ha transmitido durante 6 meses, repitiendo cada episodio cinco veces por semana.  Fue distinguida por unanimidad por la Cámara de Diputados (30/11/12) y por la Cámara de Senadores de la Argentina (2013). La serie fue replicada integralmente por la TV Nacional del Uruguay, la TV nacional del Perú, la TV de la Universidad de Costa Rica, la TV pública de Tarija, Bolivia, y la TV pública del Paraguay, Guatemala y República Dominicana. Ante su éxito nacional e internacional el Canal Encuentro pidió al autor realizar nuevas series y produjo, en 2013, El informe Kliksberg, segunda temporada, El otro me importa; en 2014, El informe Kliksberg, Tercera temporada, Los que cambiaron la historia; y en 2015, El informe Kliksberg, cuarta temporada, Economía para todos.
El informe Kliksberg fue nominado por la Academia Internacional de TV reunida en Cannes, en noviembre de 2014, para el PREMIO EMMY de Televisión (categoría documental, artes) el máximo galardón mundial en TV. Fueron nominados tres documentales, entre miles de preseleccionados. Los otros dos fueron un documental canadiense y uno alemán.
La cuarta serie del Informe Kliksberg se llamó Economía para todos y se transmitió por la Televisión Pública Argentina.
Junto a la laureada serie de TV El Informe Kliksberg (Encuentro-Mulata) (100 episodios) dedicado a su pensamiento y nominada al Premio Emmy, ha filmado con la Televisión Pública Argentina la serie Valores Humanos.
Ha concluido la filmación de una nueva serie Héroes éticos del género humano, que se proyecta utilizar para enseñar ética a través de modelos de referencia virtuosos en diversos países. Comprende 10 capítulos  dedicados al Papa Francisco, Rosa Parks, Martin Luther King, Nelson Mandela, Ana Frank, Malala, el premio Nobel Kailsah Shatiarti, la premio Nobel Rigoberta Menchu, el Premio Nobel Albert Schweitzer, Mordejai Anilewicz (comandante de la Rebelión antinazi del gueto de Varsovia),y Albert Einstein. Filmado en los estudios de la TV Pública de Santa Fe, con el Ministerio de Educación de dicha Provincia de Argentina.
Está en proceso preliminar de desarrollo la filmación de la película Por un mundo mejor, Kliksberg dialoga con los Nobel, que se basa en entrevistas realizadas a los Premios Nobel Amartya Sen, Rigoberta Menchu, Simón Peres (poco antes de su fallecimiento), Kailash Shatiarty, Adolfo Pérez Esquivel y Mario Molina.

## Cátedras Kliksberg
Diversas universidades han decidido crear Cátedras Bernardo Kliksberg, entre ellas, la Universidad de Buenos Aires, la Universidad Católica de Salta, la Universidad EAN, la Universidad Ricardo Palma del Perú, y otros.
La Universidad de Buenos Aires, la Universidad Católica de Salta y la Universidad Nacional de José C. Paz, han creado la Cátedra Bernardo Kliksberg.
Entre otras tareas voluntarias, es el asesor principal de la organización social Techo, que trabaja para superar la situación de pobreza en que viven millones de personas en los asentamientos informales y formador de jóvenes voluntarios y voluntarias a través del vínculo con los pobladores y pobladoras de las comunidades.[cita requerida]

## Trayectoria
Bernardo Kliksberg se graduó en cinco carreras universitarias, dos de ellas doctorados. Es doctor en Ciencias Económicas y en Ciencias Administrativas, además de Licenciado en Sociología, Licenciado en Administración y Contador Público egresado de la Universidad de Buenos Aires.
En todos los casos se graduó con las máximas distinciones. Le fue otorgada la Medalla de Oro de la Universidad de Buenos Aires, y dos veces el Diploma de Honor.

### Obra
Es pionero de nuevas áreas del pensamiento sobre el desarrollo. Entre ellas es considerado uno de los precursores internacionales en Responsabilidad Social Empresarial. Es una reconocida autoridad en capital social, una nueva área del conocimiento de amplias aplicaciones económicas, de gerencias y sociales.
Se lo considera el creador de una nueva disciplina, la gerencia social, que se ha difundido en toda América Latina, aplicándose extensamente en la lucha contra la pobreza. Europa Press afirmó que Kliksberg es considerado el pionero del 'Social Management' en el que se prioriza la dimensión ética de la persona para erradicar la pobreza”. Es fundador, además, del programa de formación en gerencia social de las Naciones Unidas, que fue el primero en su género en los organismos internacionales.
Es también reconocido como uno de los líderes en la renovación del pensamiento sobre la reforma del Estado, la Administración Pública, el servicio civil y la formación de altos funcionarios públicos.
Se lo reconoce como pionero de la ética para el desarrollo en América Latina.
Ha sido relator general del Congreso Mundial de Ciencias Administrativas dedicado a “El rediseño del Estado” (México), Correlator General de la Conferencia Mundial sobre Gestión Social (Copenhague), Relator General de la Conferencia Mundial de la International Association of Institutes and Schools of Public Administration (Miami, 2003), Correlator de la Conferencia Mundial de Ciencias Administrativas sobre “Transparency for a better government" (Monterrey, 2006).
Invitado por el International Institute for Administrative Sciences y el Gobierno de México dicto la Conferencia Magistral Braibant del Congreso Mundial de Ciencias Administrativas 2012.
Cofundó y coordinó en el marco del PNUD el Foro de Pensamiento Social Estratégico (2008-2010), y congrego en Nueva York a las cabezas de las políticas sociales del Continente. En su primera edición inaugurada por el Premio Nobel Amartya Sen participaron 23 vicepresidentes, Ministros y subsecretarios, en la segunda (2008) abierta por el Nobel Joseph Stiglitz, 30 Ministros y subsecretarios, en la tercera (2010) instalada por el Nobel Muhammad Yunus, 37 Ministros y subsecretarios.
Ha sido Asesor Principal de la Dirección Regional para América Latina y el Caribe del Programa de Naciones Unidas para el Desarrollo (PNUD), Director del Fondo Gobierno de España PNUD “Hacia un desarrollo integrado e inclusivo en América Latina y el Caribe”, y Director del Proyecto Regional de la ONU de Modernización del Estado (ONU-CLAD).
Fue designado en 2013 por el Comité de Seguridad Alimentaria Mundial integrado por la mayor parte de los países del mundo, como integrante del Comité Directivo del Alto Panel de Expertos en Seguridad Alimentaria. Está conformado por 15 expertos prominentes seleccionados por su trayectoria.
Ha asesorado a los más altos niveles de gobierno, y al liderazgo empresarial y social de más de 30 países, en Responsabilidad Social Empresarial, desarrollo económico, modernización del Estado, gestión social, lucha contra la pobreza y desarrollo del capital social.
Kliksberg ha sido fundador de diversas instituciones internacionales de gran impacto en el desarrollo de América Latina en campos claves. Entre otras, cofundó en 1975 el Centro latinoamericano de Administración para el Desarrollo, patrocinado por las Naciones Unidas. También, cofunda (2008) y preside la Red Iberoamericana de Universidades por la Responsabilidad Social Empresarial integrada por 250 Universidades de 23 países, cofundó en 2011 y presidió la Red latinoamericana de Universidades por el emprendedurismo social (REDUNES), que funge de núcleo a 150 Universidad de 18 países, y es apoyada por la Fundación Porticus de Holanda.
Ha sido, además, asesor de la ONU, UNESCO, UNICEF, OIT, OEA, OPS, Organización Mundial de la Salud, Organización Iberoamericana de Seguridad Social, Organización de Estados Iberoamericanos para la Educación y la Cultura, OEA, y otros organismos internacionales. Entre otras actividades, coordinó el Programa de desarrollo de la capacidad de gestión del sector público en América Latina de la División Mundial de Administración Pública y Gestión para el Desarrollo de la ONU, fue asesor de la Directora General de la Organización Panamericana de la Salud, e integró la Comisión Asesora de los Informes de Desarrollo Humano de Argentina, Perú y regionales, preparado por el PNUD, integró designado por la OMS el Consejo Asesor del Congreso Mundial de Determinantes Sociales de la Salud, y designado por United Nations Volunteers la Comisión Asesora de alto nivel para la preparación del I Informe Mundial sobre el Voluntariado.
Sus artículos de opinión son frecuentemente publicados en algunos de los más destacados medios hispanoamericanos, tales como El País de Madrid, La Nación de Buenos Aires, Clarín de Buenos Aires, La República (Uruguay), Cinco Días de Madrid, El Universal de Caracas, Tiempo Latino, The Washington Post, La Nación de Costa Rica, la edición española de la revista Foreign Policy, Página/12, Forbes Argentina, Mercados y Tendencias (Costa Rica), RSE (Colombia), Ganar Ganar (México), ABC Color, Responsabilidad Social (Perú) y otros.

### Investigación
Es autor de 65 obras y centenares de trabajos sobre diversas áreas del desarrollo, responsabilidad social empresarial, alta gerencia, capital social, lucha contra la pobreza, ética y economía, extensamente utilizados internacionalmente. Muchas de sus obras son bibliografía básica en numerosas universidades. Algunas son consideradas clásicas y pioneras en el conocimiento científico en esas áreas, como El Pensamiento Organizativo (con más de 14 ediciones), Pobreza. Un tema impostergable (con 5 ediciones), Hacia una economía con rostro humano (con 12 ediciones en español y portugués), Más ética, más desarrollo (19 ediciones, traducida al portugués), Primero la gente en coautoría con el Nobel de Economía Amartya Sen (26 ediciones), Escándalos éticos (6 ediciones), Emprendedurismo social (3 ediciones). Sus trabajos han sido traducidos al inglés, francés, ruso, chino, árabe, hebreo y portugués.
En 2013 fueron publicadas sus nuevas obras Ética para Empresarios (cuatro ediciones en seis meses, traducida al inglés y al mandarín), "Cómo enfrentar la pobreza y la desigualdad. Una perspectiva internacional" (2013, ediciones en Argentina y Perú, 35.000 ejemplares impresos).

### Docencia
Ha desarrollado una amplia labor en la formación de nuevas generaciones de profesores latinoamericanos en las áreas en las que ha sido pionero.
Preside actualmente el Centro Nacional de Responsabilidad Social Corporativa y Capital Social de la Universidad de Buenos Aires, institución dedicada a impulsar sistemáticamente la Responsabilidad Social Empresarial, así como también dirige la carrera de doctorado en Ciencias Económicas de la Universidad Nacional de La Matanza.
Es fundador y presidente del innovador programa “100 jóvenes sobresalientes por un desarrollo con ética”. Según el diario argentino La Nación, esta es una experiencia formativa de alto nivel orientada a educar a las nuevas generaciones de líderes empresariales privados y públicos en las nuevas disciplinas, y a hacerlo desde una perspectiva donde la ética y la responsabilidad son valores centrales en la formación. Kliksberg ha descrito este programa como una “cruzada para hacer de este un mundo donde la ética y el desarrollo no se suelten la mano. Un programa de formación de jóvenes docentes comprometidos con el interés público”. El Programa ha sido declarado de interés cultural por el Congreso de la República Argentina (2010). Se está dictando en 27 universidades argentinas, y en las principales universidades de Uruguay y Perú. Asimismo, diseñó y dirige el nuevo Programa Internacional "Jóvenes de la UNASUR para una economía social y la integración regional" (2012) patrocinado por le Facultad de Ciencias Económicas de la Universidad de Buenos Aires, y la Corporación Andina de Fomento, dirigido a preparar nuevos líderes en los 9 países de la UNASUR.
Preside el Consejo Académico de la primera Universidad de los Trabajadores de América Latina, la Universidad Metropolitana para la Educación y el Trabajo de la Argentina, que inauguró Lula Da Silva en 2012.

### Otras actividades
Integra el Comité de Redacción de varias de las principales revistas científicas en temas del desarrollo de América Latina, Estados Unidos y otros países. Entre ellas: la Revista de Administración Pública de la Fundación Getulio Vargas del Brasil, Gestión y Política Pública del CIDE de México, la Revista Venezolana de Gerencia, Cuadernos latinoamericano de Administración de Colombia (preside el Comité Editorial), Reforma y Democracia, Revista del Centro latinoamericano de Administración para el Desarrollo, la Revista Venezolana de Ciencias Sociales.
Ha sido designado por el Instituto Internacional de Ciencias de la Administración (Bruselas) que reúne a más de 100 países del mundo, miembro del Comité de Redacción de la Internacional Review of Administrative Sciences. Integra el Editorial Board de Estudios Interdisciplinarios de América Latina y el Caribe Revista de la Universidad de Tel Aviv, y el Editorial Board de Comparative Technology Transfer and Society, Universidad de Colorado.
Junto a sus actividades científicas, de asesoría internacional y de docencia, desarrolla una amplia labor voluntaria en diversas organizaciones de servicio a la comunidad de la sociedad civil. Entre otras, es Asesor Jefe de Techo, que congrega a 400.000 voluntarios y opera en 19 países, y ha construido más de 100.000 viviendo en áreas de pobreza extrema, preside el Comité Asesor de Políticas Sociales de la AMIA de Buenos Aires, integra el Comité Académico del Centro latinoamericano de Economía Humana del Uruguay, integra la Junta Directiva de la Fundación Tzedaka de la Argentina, es el presidente del Consejo Académico Internacional del Foro Ecuménico Social, y Miembro Emérito del Consejo Directivo de la Fundación para el pueblo de Puerto Rico. 
Presidente y director Científico de múltiples Congresos Internacionales. Entre ellos, los más recientes están vinculados con "Como aplicar la tecnología en la lucha contra la pobreza".   

## Premios y honores
Bernardo Kliksberg es una reconocida autoridad en Desarrollo. Ha recibido el New York Award 2018 del The New York Summit por sus aportes a la Responsabilidad Social Corporativa.  Los periódicos Última Hora y La Nación de Paraguay lo califican como "El gurú de la responsabilidad Social" (20/9/13). El diario argentino Página 12 lo describió como "el mayor experto latinoamericano en pobreza" y "referente mundial en temas de pobreza". La revista brasileña Valor dijo que es "un defensor incansable de la ética y la reducción de las desigualdades económicas y sociales", y el diario El País (Uruguay) que es "reconocido como el padre de una nueva disciplina: 'la gerencia social´". La publicación Buenos Aires Económico afirmó que "este eminente economista argentino de origen humilde se ha convertido en una eminencia, al punto de ser considerado en la actualidad como uno de los principales expertos a nivel mundial en materia de lucha contra la pobreza". La revista brasileña Carta Capital afirmó que es "uno de los pioneros en difundir el concepto la ética por el desarrollo, el capital social y la responsabilidad social empresarial". El diario panameño La Prensa lo describió como "el gurú mundial de la Responsabilidad Social Empresarial".
José Fogaça, alcalde de la ciudad brasileña de Porto Alegre, ha dicho que con su libro Más ética, más desarrollo, “a través de la su inusual reflexión política, Bernardo Kliksberg nos entrega una obra valiente y franca, en la cual la antigua lucha contra la desigualdad social encuentra en la ética su elemento más legítimo, esencial y fundador”.
El Obispo Jorge Casaretto, Presidente de la Comisión de Pastoral Social de Argentina, ha afirmado que la obra de Kliksberg “nos hace ver que al hablar de desarrollo tenemos que poner en el centro a la persona humana, priorizar su dimensión ética y espiritual”.
Jorge del Castillo Gálvez, Presidente del Consejo de Ministros del Perú, ha dicho que el “valor intelectual y propositivo de ‘Más ética, más desarrollo’ lo convierte en una referencia obligada para la construcción de la América Latina justa, pujante y solidaria”.
La Directora de la Organización Panamericana de la Salud, Mirta Roses Periago, lo ha descrito como un “vocero de excepción infatigable y apasionado por la ética del desarrollo”. Edgar Morin, Director Emérito del Centro Nacional de Investigación Científica de Francia ha resaltado que "la idea de una economía con rostro humana ha sido desarrollado por Bernardo Kliksberg". El candidato a Premio Nobel de Economía, exintegrante del Jurado del Premio Nobel, y ex Rector de la Universidad de Buenos Aires Julio H.G. Olivera señaló que "en las manos de Bernardo Kliksberg, las Ciencias Sociales alcanzan la dignidad y la trascendencia de un apostolado moral".
Entre otros reconocimientos, ha sido designado doctor honoris causa por decenas de Universidades del mundo, entre ellas la Universidad Hebrea de Jerusalén, la Universidad Nacional Mayor de San Marcos del Perú, la Universidad de Buenos Aires, la Universidad Rey Juan Carlos de Madrid, la Universidad Nacional de Nuevo León, México, la Universidad Tecnológica de Panamá, la Universidad Interamericana de México, la Universidad Inca Garcilaso de la Vega de Perú, la Universidad Nacional de Córdoba, la Universidad Nacional de República Dominicana, la Universidad Simón Bolívar de Venezuela, la Universidad de Ciencias Empresariales y Sociales (UCES) de Argentina y la Universidad de Río Cuarto, la Universidad Católica de Salta, la Universidad de Costa Rica y la Universidad Ricardo Palma de Perú. También ha recibido numerosas distinciones como el premio Educar 2006 de la Iglesia Católica Argentina y la Orden del Mérito Civil 2009 del Rey Juan Carlos I de España por "su trayectoria personal y profesional" y sus “servicios extraordinarios a la sociedad”, otorgada por primera vez a un argentino, y la mayor distinción del Senado argentino, el Premio Domingo Faustino Sarmiento a la trayectoria (2012).
El conjunto de su obra científica fue declarada por unanimidad de interés por el Senado Argentino “por su valioso aporte intelectual para avanzar hacia sociedades más equitativas y democracias más plenas”. Recibió el Premio AMIA 2005, Premio 2005 de la Fundación Empresarial por el Desarrollo Sostenible, Premio 2008 a la trayectoria Profesional de la Facultad de Ciencias Económicas de la UBA, Premio 2008 a la Trayectoria Ciudadana de la Secretaría de Culto de la Argentina, y Premio 2009 a la trayectoria eminente en educación en RSE en América Latina de la Revista Ganar-Ganar de México, Medalla de Oro del Bicentenario de la Ciudad de Buenos Aires.
En junio de 2007 se convirtió en el primer extranjero en recibir el doctorado honoris causa de la Universidad Rey Juan Carlos de Madrid.
El 12 de junio fue el primer científico social de habla hispana que recibió el Doctor Philosophae Honoris Causa de la Universidad Hebrea de Jerusalén. Dicho honor fue conferido en oportunidades anteriores a Umberto Eco, Jacques Derrida, Vaclav Hevel, y diversos Premios Nobel.
Ha recibido el "Community Service Award de Ezras Israel Congregation" de Estados Unidos, el Premio a la Excelencia del cooperativismo peruano, la Medalla de Honor del Bicentenario de Argentina, y otras distinciones.
El 8 de abril de 2010, la Legislatura de la Ciudad Autónoma de Buenos Aires lo declaró Ciudadano Ilustre de la Ciudad Autónoma de Buenos Aires. En los fundamentos se destaca que "a lo largo de 30 años, ganó reconocimiento internacional por sus trabajos sobre la pobreza, especialmente en América latina. Se consolidó como un pionero de la ética para el desarrollo, el capital social y la responsabilidad social empresarial, y padre de una nueva disciplina, la gerencia social, que se ha difundido en todo el continente, aplicándose intensamente en la lucha contra la pobreza".
El 6 de agosto de 2013, Caritas, la AMIA, y organizaciones líderes de diversos sectores de la sociedad civil argentina, le confirieron en acto público el Premio a la Solidaridad y la Lucha por la Responsabilidad Social, otorgado por primera vez.
El reconocido escritor Ernesto Sabato, Premio Cervantes de Literatura, escribió en su la portada de su libro (2011): "Tengo una gran emoción de cuando leí los libros de Kliksberg. Sus libros son un llamado a transformar las estadísticas insensibles en un llamado a hacerse cargo del hambre en el mundo".
El 18 de octubre de 2012, recibió la máxima distinción del Senado argentino el Premio Domingo Faustino Sarmiento, por su trayectoria, y su lucha contra la pobreza.
El 22 de octubre de 2012, recibió el doctorado Honoris Causa de la Universidad Ricardo Palma del Perú.
El 18 de noviembre de 2011 recibió el doctorado Honoris Causa por la Universidad Nacional Mayor de San Marcos de Lima, Perú, la más antigua de América Latina.
El 6 de marzo de 2013, la Universidad Católica de Salta, con 92 delegaciones en toda Argentina, le entregó el doctorado Honoris Causa de la Universidad y creó la Cátedra Abierta Bernardo Kliksberg.
En 2013 la Universidad Nacional de José C. Paz le otorgó el doctorado honoris causa, estableció en la oportunidad la Cátedra Bernardo Kliksberg.
Recibió en 2014 el título de doctor Honoris Causa de la Universidad Nacional de Entre Ríos. 
Creó con el Ministerio de Educación de la Nación, un programa para enseñar valores éticos en las escuelas secundarias. Inicio su aplicación la provincia del Chaco. Estableció en 2013, la Cátedra Bernardo Kliksberg de "Ética y Economía Social" que se dicta en los tres últimos anos de todas sus escuelas secundaria.[cita requerida]
El canal de televisión educativa de la argentina Encuentro, produjo varias series sobre su pensamiento. La primera "El Informe Kliksberg. Escándalos Éticos". la segunda "El Informe Kliksberg. El otro me importa", ambas de 25 episodios cada una. Se transmiten semanalmente en dicho canal, y se ha replicado en el Canal 7 de televisión abierta. La serie fue distinguida con resoluciones especiales, por la Cámara de Senadores, y la Cámara de Diputados de la Argentina, y fue nominada para uno de los principales premios audiovisuales del país. Fue retransmitido por la Televisión Nacional de Uruguay, y la han solicitado y están en marcha su transmisión en canales de televisión de México, Perú, Costa Rica, Bolivia y Paraguay.[cita requerida]
El 8 de noviembre le fue concedido el título de Doctor Honoris Causa por la Universidad de Alcalá.

## Publicaciones
- Responsabilidad social en un mundo turbulento. Implicancias para la justicia. Editorial JUSBAIRES. Editorial del  Consejo de Judicatura de la Ciudad de Buenos Aires,  2017 (presentado en la Feria Internacional del libro dela Argentina, marzo  2017). ISBN  978-987-4057-42-6.
- Responsabilidad social en acción. El ejemplo de los emprendedores sociales (en colab. con Dalia Silberstein). Universidad Tecnológica Naciones, RED UNES. 2015. ISBN. 978-987-29191--3-9 .
- El gran desafío. Romper la trampa de la desigualdad desde la infancia. Ediciones Biblos. Argentina, 2015. ISBN 978-987-691-355-3

- Ética para Empresarios. Por qué las empresas y los países ganan con la Responsabilidad Social Empresarial. Bernardo Kliksberg. Ediciones Ética y Economía, 2013. ISBN 978-987-29505-0-7

- Como enfrentar la pobreza y la desigualdad? Una perspectiva internacional, Ministerio de Educación de la Argentina, UNESCO, 2013. ISBN 978-950-00-0973

- Emprendedores Sociales. Los que hacen la diferencia, Bernardo Kliksberg. Editorial Temas, 2011. ISBN 978-087-1826-05-6

- Escándalos éticos, Bernardo Kliksberg. Temas Grupo Editorial (2011, sexta edición). ISBN 9789509445895.

- América Latina frente a la crisis, Bernardo Kliksberg (comp). Con trabajos del Premio Nobel Muhamad Yunus, y otros. Sudamericana. Random House Mondadori. 2011. ISBN 978-950-07-3454-7

- Inseguridad Ciudadana. Como mejorarla?, Bernardo Kliksberg (comp.) Editorial Pearson. 2011.ISBN 978 987 615101-6

- Es Difícil ser joven en América Latina, Bernardo Kliksberg (comp.). Con trabajos del Premio Nobel Joseph Stiglitz, y otros. Sudamericana.Random House Mondadori. 2011. ISBN 978-950-07-3184-3

- Pensamiento Social Estratégico. Una nueva mirada a los desafíos sociales de América Latina, Bernardo Kliksberg (comp), incluye trabajos de Amartya Sen. Editorial Siglo XXI. ISBN 978-987-629-066-1

- Primero La Gente, Obra conjunta con el Premio Nobel de Economía, Amartya Sen (Editorial Planeta/Deusto, Madrid, 2008). ISBN 842342589

- Más ética, más desarrollo Editorial Temas, Buenos Aires, 19 ediciones. Ediciones especiales en Argentina, Perú, Paraguay, Venezuela, Brasil y España (publicado por el Instituto Nacional de Administración Pública de España). Publicado en 2008 por la Conferencia Mundial de Ciudades y la Ciudad de Porto Alegre, y en el 2009 por la Revista “Ganar-Ganar” de México. ISBN 987-9164-97-0

- El capital social movilizado contra la pobreza. La experiencia del Proyecto de Comunidades Especiales en Puerto Rico. Obra conjunta con Marcia Rivera. UNESCO-FLACSO. 2007. ISBN 978-987-1183-80-7

- Por un mundo mejor. El rol de la sociedad civil en las metas del milenio (comp.). AMIA, PNUD, AECID de España. Buenos Aires, 2007. ISBN 978-950-02-5348-2

- La agenda ética pendiente de América Latina (comp.) con trabajos de Amartya Sen, José Antonio Ocampo, Daniel Filmus, Alicia Kirchner, Tarso Genro y otros (Fondo de Cultura Económica, 2005). ISBN 950-557-650-1

- Valores éticos y vida cotidiana. Editorial Mila (2005). ISBN 9789879491599

- Social justice. WJC. New York, 2003. ISBN 9652291641

- Hacia una Economía con rostro Humano, (aparecida en 2002, 12 ediciones, en diversos países, traducida y publicada en portugués por la UNESCO), prólogo de Edgar Morin. ISBN 978-950-557-594-7

- Ética y Desarrollo. La Relación Marginada (con los premios Nobel de Economía Amartya Sen, Joseph Stiglitz y otros). (El Ateneo 2002). ISBN 950-02-6366-1

- Mitos y Falacias sobre o desenvolvimiento Social (UNESCO, Brasil, 2002). ISBN 8524908238

- El capital social. Dimensión olvidada del Desarrollo. Universidad Metropolitana. Venezuela, 2002. ISBN 9803662597

- Capital Social y Cultura. Claves estratégicas del desarrollo. (Comp). Fondo de Cultura Económica, 2000. ISBN 9505573685

- La Lucha contra la Pobreza en América Latina. (Comp). Fondo de Cultura Económica, 2000. ISBN 950-557-348-0, 9789505573486

- Pobreza. Un tema impostergable (con cinco ediciones). Fondo de Cultura Económica, 1993. ISBN 9806125223

## Libros publicados en español (listado completo de 1962 a 2012)
1. Cómo combatir la pobreza, y la desigualdad? Unesco y Ministerio de Educación de la Argentina, (2012).
2. Ethics and values in the XXI Century. Obra colectiva producida por Bernardo Kliksberg, Hans Kung, Charles Taylor, Peter Singer, y otros pensadores de USA y Europa. Publicada por BBVA Foundation, diciembre de 2011.
3. Emprendedurismo social. Los que hacen la diferencia. Editorial Temas y Fundación Claritas. 2012.
4. Escándalos éticos. Editorial Temas, 2011.
5. Inseguridad ciudadana. ¿Cómo mejorarla?. Pearson, Prentice Hall, 2010.
6.	“Es difícil ser joven en América Latina”. Bernardo Kliksberg (comp.). (Sudamericana, Random House, 2010).
7.	“Pensamiento Social Estratégico. Una nueva mirada a los desafíos sociales de América Latina” (comp). Editorial Siglo XXI.
8.	“As pessoas em primeiro lugar". (Companhia Das Letras, Brasil, 2010).
9.	Primero La Gente. Obra conjunta con el Premio Nobel de Economía Amartya Sen (Editorial Planeta/Deusto, Madrid, 2008).
10.	Más ética, más desarrollo. Editorial Temas, Buenos Aires, 19 ediciones. Ediciones especiales en Argentina, Perú, Paraguay, Venezuela, Brasil y España . Publicado entre otras ediciones   por la Conferencia Mundial de Ciudades y la ciudad de Porto Alegre (2008) y por la Revista “Ganar-Ganar” de México.(2009).
11.	El capital social movilizado contra la pobreza. La experiencia del Proyecto de Comunidades Especiales en Puerto Rico. Obra conjunta con Marcia Rivera. UNESCO-FLACSO, diciembre, 2007.
12.	Por un mundo mejor. El rol de la sociedad civil en las metas del milenio (comp.). AMIA, PNUD, AECID de España. Buenos Aires, 2007.
13.	La agenda ética pendiente de América Latina (comp.) con trabajos de Amartya Sen, José Antonio Ocampo, Daniel Filmus, Alicia Kirchner, Tarso Genro y otros (Fondo de Cultura Económica, 2005).
14.	Valores éticos y vida cotidiana. Editorial Mila (2005).
15.	Social Justice: a Jewish Perspective. WJC. New York, 2003.
16.	Hacia una Economía con rostro Humano, (aparecida en 2002, 12 ediciones, en diversos países, traducida y publicada en portugués por la UNESCO), prólogo de Edgar Morin.
17.	Ética y Desarrollo, La Relación Marginada (con los premios Nobel de Economía Amartya Sen, Joseph Stiglitz y otros). (El Ateneo 2002).
18.	Mitos y Falacias sobre sobre o desenvolvimiento Social (UNESCO, Brasil, 2002).
19.	El capital social. Dimensión olvidada del Desarrollo. Universidad Metropolitana. Venezuela, 2002.
20.	Repensando el Estado. Comisión Nacional de Reforma del Estado. República Dominicana, 2002.
21.	Toward an Intelligent State. United Nations, International Institute of Administrative Sciences, New York, 2001.
22.	¿Qué es el capital social?. Congreso del Paraguay, 2001.
23.	Nuevas ideas sobre el desarrollo y el rol del Estado INAP, México, 2001.
24.	Capital Social y Cultura. Claves estratégicas del desarrollo. (Comp). Fondo de Cultura Económica, 2000.
25.	La Lucha contra la Pobreza en América Latina. (Comp). Fondo de Cultura Económica, 2000.
26.	América Latina: pobreza, desigualdade e institucionalidade social, UNESCO, 2000.
27.	Desigualdade na América Latina. Unesco, Brasil 1999.
28.	Repensando o Estado para o Desenvolvimento Social. UNESCO, 1998.
29.	Social Management: some strategic issues. United Nations, New York, 1997.
30.	O desafio da exclusao. Para uma gestao social eficiente. FUNDAP, Brasil, 1997.
31.	Pobreza, el drama cotidiano. Clave para una gerencia social eficiente. Tesis, Norma, 1995.
32.	Albert Einstein. Humanismo y Judaísmo. Editorial Lumen, 1995.
33.	Pobreza. Un tema impostergable. Nuevas respuestas a nivel mundial (comp). Cuarta edición, Fondo de Cultura Económica, 1997. Publicada asimismo en portugués Pobreza. Un tema inadiavel. UNICEF, ENAP, Fondo de Cultura Económica, 1995.
34.	El rediseño del estado. Una perspectiva internacional (comp.). Fondo de Cultura Económica, 1994.
35.	El pensamiento organizativo: de los dogmas a un nuevo paradigma gerencial. Editorial Tesis/Norma. Decimotercera edición, 1994.
36.	El desarrollo humano en Venezuela (comp). Editorial Monte Avila, Venezuela, 1994.
37.	¿Cómo enfrentar la pobreza?. Aportes para la acción. Segunda edición. Grupo Editor Latinoamericano, 1992.
38.	¿Cómo transformar el Estado?. Más allá de mitos y dogmas. Fondo de Cultura Económica. Primera reimpresión, 1993. Publicado asimismo en portugués ¿Como transformar o Estado?  Para alem de mitos e dogmas. Fundação ENAP, 1992.
39.	Gerencia Pública en tiempos de incertidumbre. Instituto Nacional de Administración Pública de España, Madrid, 1989.
40.	La democracia frente al reto del Estado eficiente (en colaboración). Grupo Editor Latinoamericano, 1989.
41.	Universidad, formación de administradores y sector público en América Latina. Segunda edición, Fondo de Cultura Económica, 1986.
42.	La administración pública en tiempo de crisis (coautoría). CLAD, 1986.
43.	La gerencia pública necesaria (coautoría). CLAD, ocp. 1985
44.	Para investigar la administración pública (comp). Instituto Nacional de Administración Pública de España, Madrid, 1984.
45.	La reforma de la administración pública en América Latina. Elementos para una evaluación (comp). Instituto Nacional de Administración Pública de España, 1984.
46.	Diagnóstico de la situación del adiestramiento en la administración pública venezolana. Ediciones de la Presidencia de la República, Oficina Central de Personal, 1981.
47.	Formación de Administradores en América Latina. Modelos metodológicos para la investigación. Ediciones de la Universidad Central de Venezuela,1980.
48.	Aportes para una Administración Pública Latinoamericana (comp). Ediciones de la Universidad Central de Venezuela, 1975.
49.	Estado y tecnología administrativa (coautoría). Editorial Monte Avila, 1977. Venezuela, 1975.
50.	Cuestionando en administración (comp). Segunda edición, Buenos Aires, Editorial Paidós, 1979.
51.	Administración, subdesarrollo y estrangulamiento tecnológico. Segunda edición, Buenos Aires, Editorial Paidós, 1973.
52.	Sociedades comerciales (coautoría). Quinta edición, Editorial De Palma, Buenos Aires, 1971.
53.	Status Legal de la Profesión Contable. Editorial Ergon, Buenos Aires, 1962.